# Інженер-контрадмірал
Інженер-контрадмірал  (після 1971 року контрадмірал-інженер) — військове звання вищого начальницького інженерно-корабельного складу в Військово-морських сил та Прикордонних військ з 1940 до 1971.
Еквівалентом звання серед командного складу було: у сухопутних силах звання генерал-майор та контрадмірал в ВМС. Серед військово-технічного складу РСЧА відповідним званням у 1940-1942/43 роках було бригінженер.
Інженер-контрадмірал був вище за рангом ніж інженер-капітан І рангу і нижче за рангом від інженера-віцеадмірала.

## Історія використання

### Введення звання (1940)
Указами Президії Верховної Ради СРСР від 7 травня 1940 «Про встановлення військових звань вищого командного складу Червоної Армії» (рос. «Об установлении воинских званий высшего командного состава Красной Армии») та «Про встановлення військових звань вищого командного складу Військово-Морського Флоту» (рос. «Об установлении воинских званий высшего командного состава Военно-Морского Флота») вводилися генеральські та адміральські звання для вищого командного складу. Крім того цими указами встановлювалися нові звання для інженерів корабельної служби, які дорівнювалися до звань командного складу (в сухопутних силах технічно-інженерний склад залишив свої звання до 1942/43 років). Еквівалентом звання «бригінженер» серед корабельного інженерного складу стає звання «інженер-контрадмірал». В інших підрозділах ВМФ залишилося звання інженер-флагман ІІІ рангу, але невдовзі було скасовано і його.

### 1942-1943
У 1942/43 роках відбувається уніфікація військових звань різних складів та служб РСЧА та РСЧФ. З 1942 року звання «бригінженер» поступово скасовується, носіям надавалися генеральські звання.
Еквівалентом звання інженер-контрадмірал в сухопутних силах та в не корабельному складі ВМС стає звання інженер-генерал-майор.

### Скасування звання (1971)
Згідно указу Президії Верховної Ради СРСР від 18 листопада 1971 року відбувається уніфікація військових звань. Серед іншого, змінам піддалися адміральські звання інженерно-корабельного складу, інженер-контрадмірали, стають контрадміралами-інженерами.

## Знаки розрізнення
Знаки розрізнення співпадали з контр-адміралом. 
На рукавах було по дві стрічки (одна широка, та одна середня), а на погонах з 1942 року було по одній адміральській зірочці. Самі погони несли на собі технічну емблему.

## Галерея

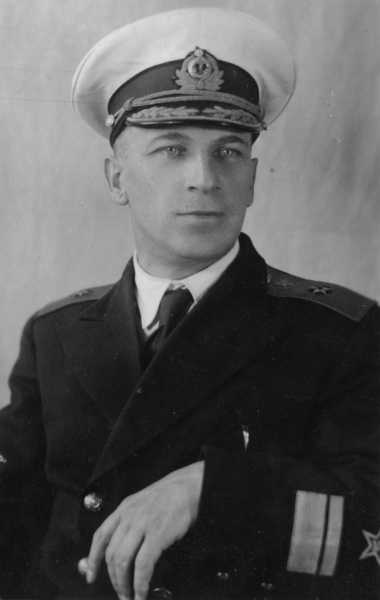
Жуков Борис Михайлович
Сокольський Костянтин ІвановичСокольський Костянтин Іванович
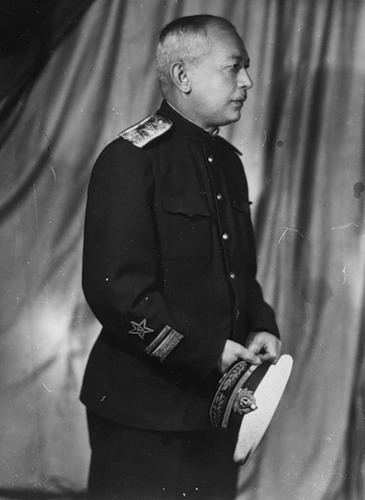
Зубов Микола Миколайович

## Див також
Контрадмірал